# IC 2391
IC 2391 (noto talvolta anche come Ammasso di Omicron Velorum o con la sigla C 85) è un brillante ammasso aperto situato nella costellazione australe delle Vele, a 490 anni luce dal Sistema Solare. Si tratta di uno degli ammassi aperti più brillanti del cielo notturno.

## Osservazione

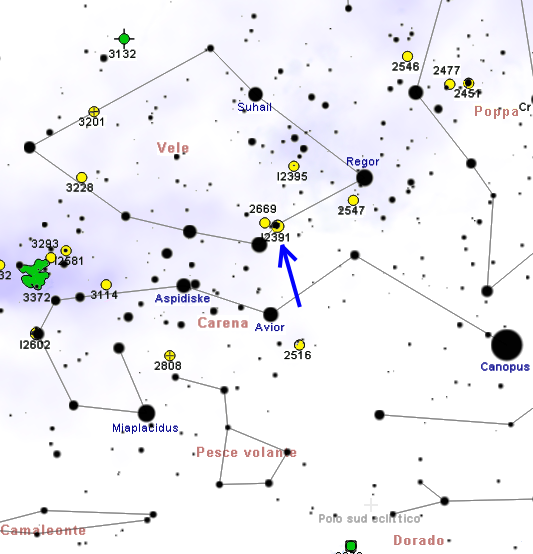
Mappa per individuare IC 2391.

IC 2391 si individua con grande facilità poco meno di due gradi a nord della brillante stella δ Velorum, una delle quattro componenti dell'asterismo noto come Falsa Croce. È visibile perfettamente anche ad occhio nudo pure nelle notti non eccelse, e si presenta già parzialmente risolto, essendo le componenti principali di magnitudine 4 e 5; un semplice binocolo è sufficiente per terminare del tutto la sua risoluzione, in quanto non contiene nessuna concentrazione di stelle di magnitudine inferiore alla nona. Si presenta dunque come un oggetto molto disperso, sebbene molto appariscente. Un telescopio amatoriale di piccole dimensioni lo mostra come un insieme di stelle talmente sparso che è difficile riconoscervi un ammasso vero e proprio, per cui gli strumenti migliori per la sua osservazione rimangono i binocoli di media potenza.
La sua declinazione è piuttosto meridionale e fa sì che quest'ammasso non sia osservabile da molte delle regioni abitate dell'emisfero boreale, come l'Europa e quasi tutto il Nordamerica; da alcune regioni abitate dell'emisfero australe, al contrario, si presenza circumpolare. Il periodo migliore per la sua osservazione nel cielo serale è quello compreso fra dicembre e maggio.

## Storia delle osservazioni
Il primo ad annotarne la presenza fu l'astronomo arabo Al Sufi, attorno al 960 d.C. L'ammasso tuttavia è talmente appariscente che di sicuro è stato notato anche in epoche precedenti, dagli antichi Egizi e dalle popolazioni che abitavano l'emisfero australe della Terra; persino Greci e Romani dovevano conoscerne l'esistenza, dato che all'epoca, a causa della precessione degli equinozi, l'oggetto si mostrava al di sopra dell'orizzonte mediterraneo. L'abate Nicolas Louis de Lacaille fu il primo a risolverne le componenti stellari, e lo citò nel suo catalogo del 1755 come un ammasso stellare nebuloso.

## Caratteristiche

Immagine dell'ammasso.

La stella principale di quest'ammasso è ο Velorum, una variabile cefeide che oscilla fra le magnitudini 3,56 e 3,67 in circa 3 ore e 7 minuti. L'età di questo ammasso sarebbe di circa 53 milioni di anni, ossia paragonabile ad altri ammassi aperti e associazioni, come le Pleiadi e l'associazione di Alfa Persei. A questo ammasso sono legati i nomi di diverse stelle, fra le quali spiccano quelli di Denebola, la coda del Leone, e di Procione, nella costellazione del Cane Minore: in particolare, sembra che queste due stelle appartengano alla medesima associazione stellare di IC 2391.
La magnitudine complessiva dell'ammasso è pari a 2,6; la distanza è stimata sui 490 anni luce dal sistema solare; a una simile distanza, le dimensioni reali dell'ammasso sarebbero di circa 9 anni luce di diametro. Le sue stelle sono particolarmente sparse, al punto che è difficile individuare un vero centro dell'ammasso. IC 2391 è stato oggetto di studio nell'ambito del progetto ROSAT, che si è occupato della completa mappatura a raggi X del cielo, assieme alle stelle di altri importanti ammassi australi. Questo studio, applicato alle stelle di questo ammasso e di quello delle Pleiadi del Sud (IC 2602), ha contribuito a determinare la metallicità tipica degli astri dei giovani ammassi aperti; inoltre, più in generale, il progetto ROSAT ha permesso di accertare con maggior precisione quali stelle minori osservabili nello stesso campo fossero membri reali dell'ammasso, tramite la determinazione della quantità di litio presente nell'atmosfera di queste stelle e attraverso lo studio della velocità di rotazione e dell'attività magnetica stellare.

### Opere generali
- (EN) Stephen James O'Meara, Deep Sky Companions: The Caldwell Objects, Cambridge University Press, 2003, ISBN 0-521-55332-6.
- A. De Blasi, Le stelle: nascita, evoluzione e morte, Bologna, CLUEB, 2002, ISBN 88-491-1832-5.

### Carte celesti
- Toshimi Taki, Taki's 8.5 Magnitude Star Atlas, su geocities.jp, 2005. URL consultato il 7 novembre 2010 (archiviato dall'url originale il 5 novembre 2018). - Atlante celeste liberamente scaricabile in formato PDF.
- Tirion, Rappaport, Lovi, Uranometria 2000.0 - Volume II - The Southern Hemisphere to +6°, Richmond, Virginia, USA, Willmann-Bell, inc., 1987, ISBN 0-943396-15-8.
- Tirion, Sinnott, Sky Atlas 2000.0, 2ª ed., Cambridge, USA, Cambridge University Press, 1998, ISBN 0-933346-90-5.
- Tirion, The Cambridge Star Atlas 2000.0, 3ª ed., Cambridge, USA, Cambridge University Press, 2001, ISBN 0-521-80084-6.

### Pubblicazioni scientifiche
- Patten, Brian M.; Simon, Theodore, The Evolution of Rotation and Activity in Young Open Clusters: IC 2391, in Astrophysical Journal Supplement, vol. 106, 1996,  p. 489, DOI:10.1086/192346.
- Siegler, Nick; Muzerolle, James; Young, Erick T.; Rieke, George H.; Mamajek, Eric E.; Trilling, David E.; Gorlova, Nadya; Su, Kate Y. L., Spitzer 24 µm Observations of Open Cluster IC 2391 and Debris Disk Evolution of FGK Stars, in The Astrophysical Journal, vol. 654, 2007,  pp. 580-594, DOI:10.1086/509042.
- Barrado y Navascués, David; Stauffer, John R.; Jayawardhana, Ray, Spectroscopy of Very Low Mass Stars and Brown Dwarfs in IC 2391: Lithium Depletion and Hα Emission, in The Astrophysical Journal, vol. 614, 2004,  pp. 386-397, DOI:10.1086/423485.
- Randich, S.; Pallavicini, R.; Meola, G.; Stauffer, J. R.; Balachandran, S. C., Membership, lithium, and metallicity in the young open clusters IC 2602 and IC 2391: Enlarging the sample, in Astronomy and Astrophysics, vol. 372, 2001,  pp. 862-878, DOI:10.1051/0004-6361:20010339.
- Stauffer, John; Hartmann, Lee W.; Jones, Burton F.; McNamara, Brian R., Pre-main-sequence stars in the young cluster IC 2391, in Astrophysical Journal, vol. 342, 1989,  pp. 285-294, DOI:10.1086/167592.
- D'Orazi, V.; Randich, S., Chemical composition of the young open clusters IC 2602 and IC 2391, in Astronomy and Astrophysics, vol. 501, 2009,  pp. 553-562, DOI:10.1051/0004-6361/200811587.